# پترلاش
پترلاش (به صربی: Petrlaš) یک منطقهٔ مسکونی در صربستان است که در دیمیتروگراد واقع شده‌است. پترلاش ۳۳ نفر جمعیت دارد.